# 山本和臣
山本和臣（1988年1月3日—）是日本男性聲優。隸屬Production Ace。兵庫縣出身。血型是A型。身高160.3cm。

## 簡歷
- 音質較高。除了男角以外也能出色地扮演出女角、成熟女性的聲音。比如於超元氣3姊妹 增量中！就擔當了聲線相當低沉的小學男生千葉雄大；以及其角色母親千葉和實的成熟女聲。雖然兩個角色個性有相似之處，但山本也將母親的表現扮演得極為精采。
- 山本與一般男性身材相較之下顯得嬌小、長相也秀氣，日常生活中總是被誤認為女性。
- 曾在深夜騎著自行車時（因外貌童顏，看不出實齡）被規勸。
- 某次與男性朋友三人一同在喝酒的聚會上，相當訝異自己並沒有點布丁但店員卻端至山本面前，後來才得知是特別招待給女性顧客的點心。
- 和女性朋友同行時被三位不同的男性搭訕過。尤其向其中一名表示自己是男性時竟被當作玩笑話。
- 打工時常常被誤認為女性。
- 曾在麻雀大會上初次和白石稔碰面并被攪混性别，最後脱去上衣才得以證明自己的男性身份。
- 出席超元氣三姐妹試映會時，戴了一頂自制的“69”帽子。

## 演出作品
※粗體為作品中主要角色。

### 電視動畫
2009年
- 碧陽學園學生會議事錄（中目黑善樹、魚尾獅）

2010年
- 超元氣3姊妹（千葉雄大）

2011年
- 超元氣3姊妹 增量中！（千葉雄大、千葉和實、下司拉剛）
- 這樣算是殭屍嗎？（影迷）
- 日常（中之条剛）
- 世界一初戀（搬家業者、社員）
- 死囚樂園（山崎）
- 天魔黑兔（天使、學生）
- 女神異聞錄4（無名）#15

2012年
- Another（望月優矢）
- 火影忍者 SD 李洛克的青春全力忍傳（手下、拔忍、草忍A、騎手、不良忍者、行人、忍、野次馬、声、客、敵忍者A）
- 機動戰士GUNDAMAGE（奇歐·明日野）

2013年
- 銀河機攻隊 莊嚴皇子（克萊因）
- 現視研 第二代 （波戶賢二郎〈男〉）
- BLOOD LAD 血意少年（模仿者吉田）
- 魔界王子 devils and realist（亞蒙、友人）
- 我的腦內戀礙選項（吉原桃夜）

2014年
- 未來卡片 戰鬥夥伴（黑岳哲也、幸运之龙福波尔卡、舞蹈魔術師哲也）
- 魔劍姬！通（敵A、保鏢）
- 排球少年！！（森）
- 棺姬嘉依卡（李奧納多·史特拉）
- 團地友夫（熱海）
- 修業魔女璐璐萌（福助豆男）
- 哆啦A夢（青年）
- LOVE STAGE!!（外村光輔）
- 七大罪（吉爾桑達〈少年〉）
- 電波少女與錢仙大人（山本君）
- 晨曦公主（敏司）
- 棺姬嘉依卡 AVENGING BATTLE（李奧納多·史特拉）
- 我，要成為雙馬尾（男學生）

2015年
- 百合熊風暴（一生·優雅）
- 美男高校地球防衛部LOVE！（箱根有基）
- 未來卡片 戰鬥夥伴 100（黑岳哲也）
- 雨色可可 Rainy color歡迎您的光臨！（古賀諾威爾）[2]
- Dance with Devils（羅恩、博美犬、幼少林德）
- 新哆啦A夢（男孩子）

2016年
- 無頭騎士異聞錄 DuRaRaRa!!×2 結（少年）
- 少年女僕（伊吹）
- D.Gray-man HALLOW（基蕾德莉）
- 美男高校地球防衛部LOVE！LOVE！（箱根有基）
- 雨色可可 in Hawaii（古賀諾威爾）
- 刀劍亂舞－花丸－（亂藤四郎）
- 爆旋陀螺 激爆世代  (山吹明)

2017年
- 青春歌舞伎（數馬克己）
- 夏目友人帳 陸（東）
- 將國戡亂記（巴斯科）

2018年
- 續 刀劍亂舞－花丸－（亂藤四郎）
- gdmen（黃泉）
- RErideD -穿越時空的德理達-（格拉哈姆[3]）
- 書店裡的骷髏店員本田（兔頭[4]、E社營業、電話1、書店店員純樸）

2019年
- 蜡笔小新（小柚子A）
- 為什麼老師會在這裡！？（高橋隆[5]）
- 深夜的超自然公務員（小雪）
- 偶像夢幻祭（春川宙）

2020年
- 格萊普尼爾（春日勇）
- 阿松 第三期（双胞胎AI）

2021年
- 偶像★進行曲（及川桃助）
- 變身成黑辣妹之後就和死黨上床了。（千原獅音）
- Fairy蘭丸（バックン）
- 戰鬥員派遣中！（男孩子A）
- 異世界魔王與召喚少女的奴隸魔術Ω（格倫）

2022年
- 幽零幻鏡（羅吉）
- BORUTO-火影新世代-NARUTO NEXT GENERATIONS-（練切手揉）
- 惑星公主蜥蜴騎士（藍思·流米艾爾）
- 忍者亂太郎（村長的太太）

2023年
- 七魔劍支配天下（卡洛斯·惠特羅[6]）

2024年
- 月刊妄想科學（次郎·田中[7]）
- 四處貼上吧！小狗（友代[8]、犬ジョン[9]）
- 刀劍亂舞 迴 -虛傳 燃燒的本能寺-（亂藤四郎[10]）
- 尋神的旅途（ウサギ仮面[11]）

2025年
- 9-nine- 支配者的王冠（深澤與一[12]）
- CITY THE ANIMATION（老太婆[13]）

### OVA
2011年
- 這樣算是殭屍嗎？（男性們）

2014年
- LOVE STAGE!!（外村光輔）

2015年
- 棺姬嘉依卡 AVENGING BATTLE（李奧納多·史特拉）

2017年
- 美男高校地球防衛部LOVE！LOVE！LOVE！（箱根有基）

### 劇場動畫
2025年
- 美男高校地球防衛部ETERNAL LOVE！（箱根有基[14]）

### 網路動畫
2017年
- 夢王國與沉睡中的100位王子殿下 短篇動畫（艾肯迪亚）

### 遊戲
- 碧陽學園學生會議事錄 DS的學生會（中目黑善樹）
- 刀劍亂舞（亂藤四郎）
- 美男高校地球防衛部LOVE!GAME!（箱根有基）
- 偶像★進行曲（及川桃助）
- 偶像夢幻祭（春川宙）
- 食物語（密汁叉燒）
- 原神（塔利雅）

### CD
CLICK YOUR HEART!!（TV动画《LOVE STAGE!!》片尾曲）

#### 廣播劇
- 超元氣3姊妹～傳說中的開始～（千葉雄大）

#### 角色歌曲
- 碧陽學園學生會議事錄角色單曲之「杉崎鍵」（中目黒善樹）
- 超元氣3姊妹「青春是鼻血色」（千葉雄大）

### 配音
- 鐵證懸案第六季（Jonah Gabriel）（Chiwetel Ejiofor飾）

## 注解
1. ↑  . 聲優獎執行委員會.   [2016年8月7日]. （原始内容存档于2016年8月19日） （日语）.
2. ↑  . 電視動畫「雨色可可」官方網站.   [2015-10-05]. （原始内容存档于2015-02-14）.
3. ↑  . 電視動畫「RErideD」官方網站.   [2018-09-06]. （原始内容存档于2018-03-19）.
4. ↑  . 電視動畫「書店裡的骷髏店員本田」官方網站.   [2018-08-09]. （原始内容存档于2018-08-13）.
5. ↑  . 電視動畫「為什麼老師會在這裡！？」官方網站.   [2019-02-10]. （原始内容存档于2019-02-12）.
6. ↑  . Comic Natalie. 2023-04-28  [2023-04-28]. （原始内容存档于2023-05-05） （日语）.
7. ↑  . Comic Natalie. 2023-09-19  [2023-09-19]. （原始内容存档于2023-10-04） （日语）.
8. ↑  . Comic Natalie. 2023-12-14  [2023-12-14] （日语）.
9. ↑  . Comic Natalie. 2024-07-11  [2024-07-11]. （原始内容存档于2024-07-17） （日语）.
10. ↑  . Comic Natalie. 2024-02-12  [2024-02-12]. （原始内容存档于2024-02-13） （日语）.
11. ↑  . Comic Natalie. 2024-08-27  [2024-08-27] （日语）.
12. ↑  . MANTANWEB. 2024-09-08  [2024-09-08]. （原始内容存档于2024-09-08） （日语）.
13. ↑  . Comic Natalie. 2025-04-07  [2025-04-07]. （原始内容存档于2025-04-08） （日语）.
14. ↑  . Comic Natalie. 2024-07-27  [2024-07-27] （日语）.

## 外部連結
- Production Ace簡介
- CHEL-SEA （页面存档备份，存于） - BLOG